# Kreisgericht Memel
Das Kreisgericht Memel war ein preußisches Kreisgericht in der damaligen Provinz Preußen mit Sitz in der Stadt Memel.

## Geschichte
In Bezirk des Kreisgerichts Memel bestanden bis 1849 das königliche Land- und Stadtgericht Memel sowie viele Patrimonialgerichte.
1849 wurden in Preußen einheitlich Kreisgerichte geschaffen. Hierbei wurde die Patrimonialgerichtsbarkeit abgeschafft und die Patrimonialgerichte wurden aufgehoben. Auch die eingangs genannten Gerichte wurden aufgehoben und es entstand das Königliche Kreisgericht Memel im Sprengel des Ostpreußischen Tribunals zu Königsberg. Es war für den Landkreis Memel zuständig.
Das Kreisgericht Memel war auch Schwurgericht. Am Gericht waren 1870 ein Direktor und elf Kreisrichter eingesetzt. 1870 betrug die Zahl der Gerichtseingesessenen 56.408. Eine Gerichtskommission wurde in Prökuls eingerichtet. Für See- und Handelssachen wurde eine besondere Kammer gebildet, die aus drei Richtern des Kreisgerichtes und zwei Kaufleuten bestand.
Im Rahmen der Reichsjustizgesetze wurde das Gerichtswesen in Deutschland 1879 vereinheitlicht. Damit wurde das Kreisgericht Memel aufgehoben und das königlich preußische Amtsgericht Memel mit Wirkung zum 1. Oktober 1879 als eines von zehn Amtsgerichten im Bezirk des Landgerichtes Tilsit als Nachfolger gebildet.